# 警察学校 (电影)
《警察学校》（英語：Police Academy）是1984年的美國喜剧电影，导演休·威尔逊，主演史蒂夫·加顿伯格、金·凯特罗和乔治·贝利等。此片一出就赢得了大约1.46亿美元的全球票房，还催生了六部续集电影并形成了整个警察学校系列故事。
在其第七部将故事的地点移至東歐劇变后的莫斯科。